# U.S. Men's Clay Court Championships 1987
L'U.S. Men's Clay Court Championships 1987 è stato un torneo di tennis giocato sulla terra. È stata la 77ª edizione del U.S. Men's Clay Court Championships, che fa parte del Nabisco Grand Prix 1987. Si è giocato a Indianapolis negli Stati Uniti dal 13 al 19 luglio 1987.

## Campioni

### Singolare
Mats Wilander ha battuto in finale  Kent Carlsson con il punteggio di 7–5, 6–3

### Doppio
Laurie Warder /  Blaine Willenborg hanno battuto in finale  Joakim Nyström /  Mats Wilander con il punteggio di 6–0, 6–3